# En plats i mitt hjärta
En plats i mitt hjärta (engelska: Places in the Heart) är en amerikansk dramafilm från 1984 i regi av Robert Benton. I huvudrollerna ses Sally Field, Lindsay Crouse, Ed Harris, Ray Baker, Amy Madigan, John Malkovich, Danny Glover, Jerry Haynes och Terry O'Quinn.

## Rollista i urval
- Sally Field - Edna Spalding
- Lindsay Crouse - Margaret Lomax
- Danny Glover - Moses
- John Malkovich - Mr. Will
- Ed Harris - Wayne Lomax
- Ray Baker - sheriff Royce Spalding
- Amy Madigan - Viola Kelsey
- Yankton Hatten - Frank Spalding
- Gennie James - Possum Spalding
- Lane Smith - Albert Denby
- Terry O'Quinn - Buddy Kelsey
- Bert Remsen - Tee Tot Hightower
- Jay Patterson - W.E. Simmons
- Toni Hudson - Ermine
- De'voreaux White - Wylie
- Jerry Haynes - vicesheriff Jack Driscoll